# 裴怀亮
裴怀亮（1941年5月—），山西新绛人。1961年7月加入中国共产党并参加中国人民解放军。上将军衔。中共第十五屆、十六屆中央候補委員，第十一屆全國人大常委會委員。1988年被授予少将军衔，1995年晋升为中将军衔，2006年6月24日晋升为上将军衔。

## 履历
1978年任司令部作训处处长，1980年任师参谋长。1983年任陆军第21军参谋长。1985年8月任第21集团军副军长。1986年12月任第21集团军军长。1990年任南京军区副参谋长。1993年12月任济南军区副司令员。2003年任国防大学校长。2008年，担任全国人大常委会委员、全国人大外事委员会委员。